# Great White Heron National Wildlife Refuge
Le Great White Heron National Wildlife Refuge est un espace naturel protégé de Floride, aux États-Unis.

## Description
La réserve couvre le "backcountry" au nord des Lower Keys, zone de 502 km² d'eaux et 25 km² de terres. Les îles sont couvertes principalement de mangroves et de forêts subtropicales. Les oiseaux migrateurs, et le grand héron blanc (ou grande aigrette) sont les principales attractions du site.  

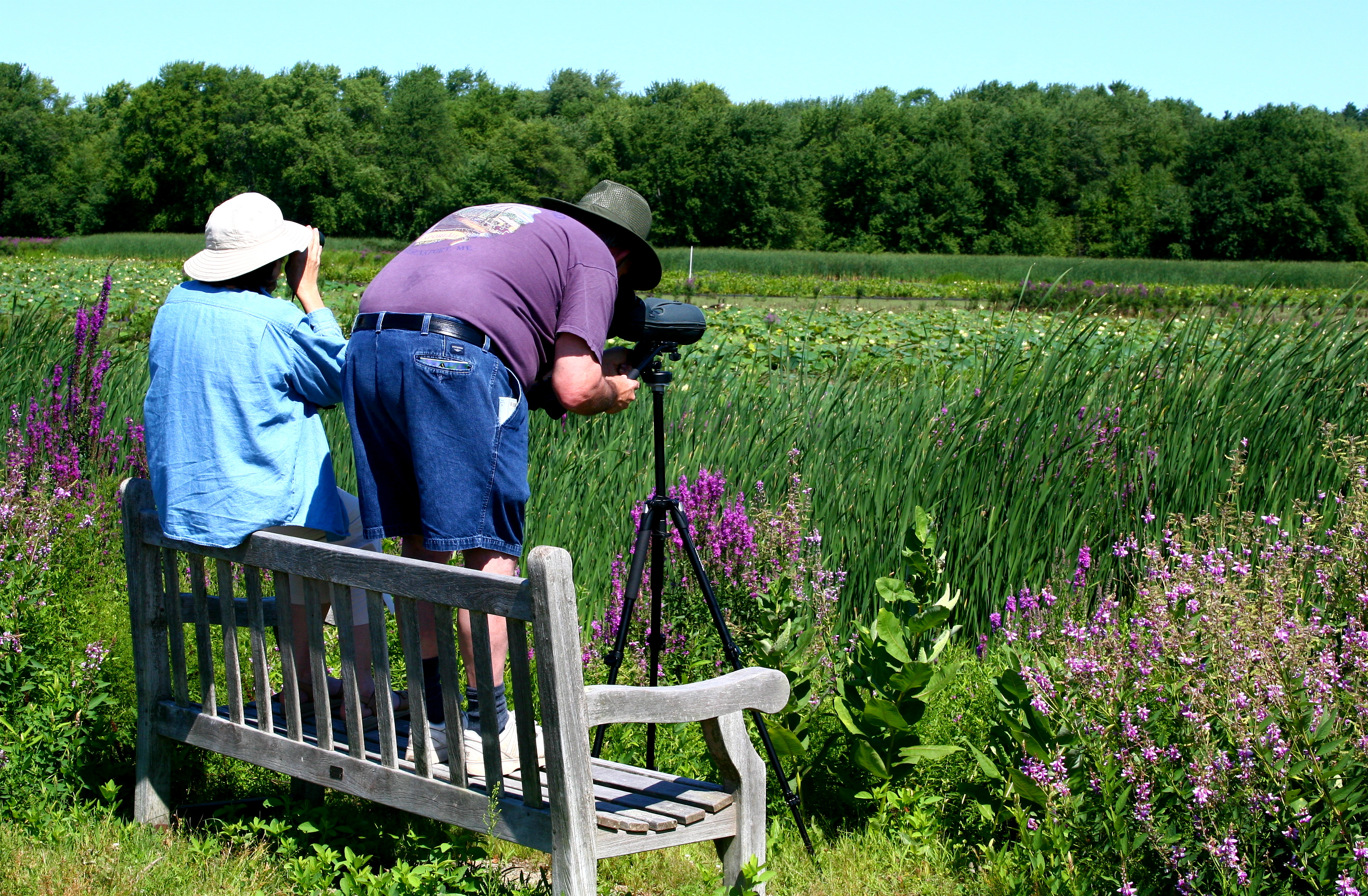
Observateurs d'oiseaux
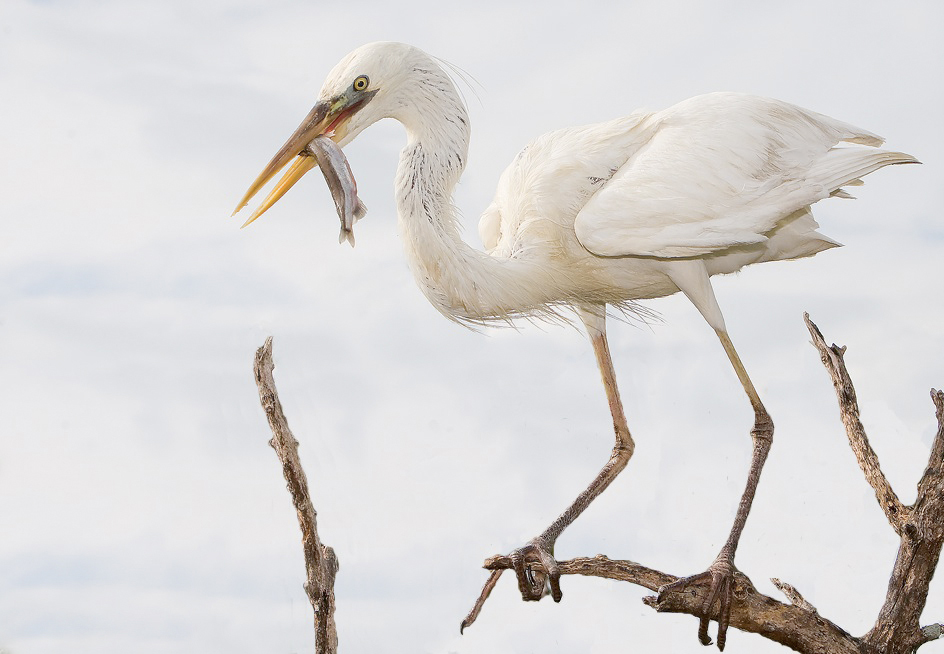
Grand héron blanc